# دره ککرک (غزنی)
ککرک منطقه‌ای هزاره‌نشین در افغانستان واقع در ولسوالی جغتو، ولایت غزنی است.

## مردم‌شناسی
جمعیت ککرک را تماماً هزاره‌ها تشکیل می‌دهند و به زبان فارسی با گویش‌های هزارگی و دری صحبت می‌کنند.

## افراد مشهور
- برات‌علی متین، عضو شورای عالی ستره محکمه و رئیس دیوان مدنی و حقوق عامه.[۴]
- علی‌احمد فکور، عالم و منجم، در گذشته رئیس مرکز امور انسجام ملیت هزاره.
- محمدعارف شاه‌جهان، سیاستمدار.[۵]